# Frankolovo
Frankolovo je naselje ob potoku Tesnica, na severovzhodnem robu Celjske kotline, v Občini Vojnik.

## Zgodovina
Rimske najdbe iz Lipe ter potek rimske ceste Celje–Ptuj kažejo na to, da je bilo območje že zgodaj poseljeno.
Frankolovo je nastalo leta 1955, z združitvijo naselij Loka in Stražica in se pričelo razvijati na križišču lokalnih poti ob glavni cesti Vojnik-Slovenske Konjice.

## Znamenitosti
Ob potoku Tesnica je hipotermalni izvir (21 °C), nižje v dolini, pri odcepu ceste proti Črešnjicam, je urejeno manjše kopališče s plavalnim bazenom. 
V središču Frankolovega oziroma v nekdaj samostojnem naselju »Stražica« stoji »graščina Frankolovo« (tudi »dvorec Sternstein«), zgrajena v začetku 17. stoletja. 
Od ceste proti Stranicam je v razširitvi soteske odcep lokalne ceste, ki vodi skoraj do ruševin gradu Lindek, zgrajenega v 13. stoletju.
Ob cesti med Frankolovim in Stranicami stoji grobišče t.i. »frankolovskim žrtvam« ter dva spomenika z imeni 98 obešenih in dveh ustreljenih talcev.